# St. Pankratius (Unterhausen)

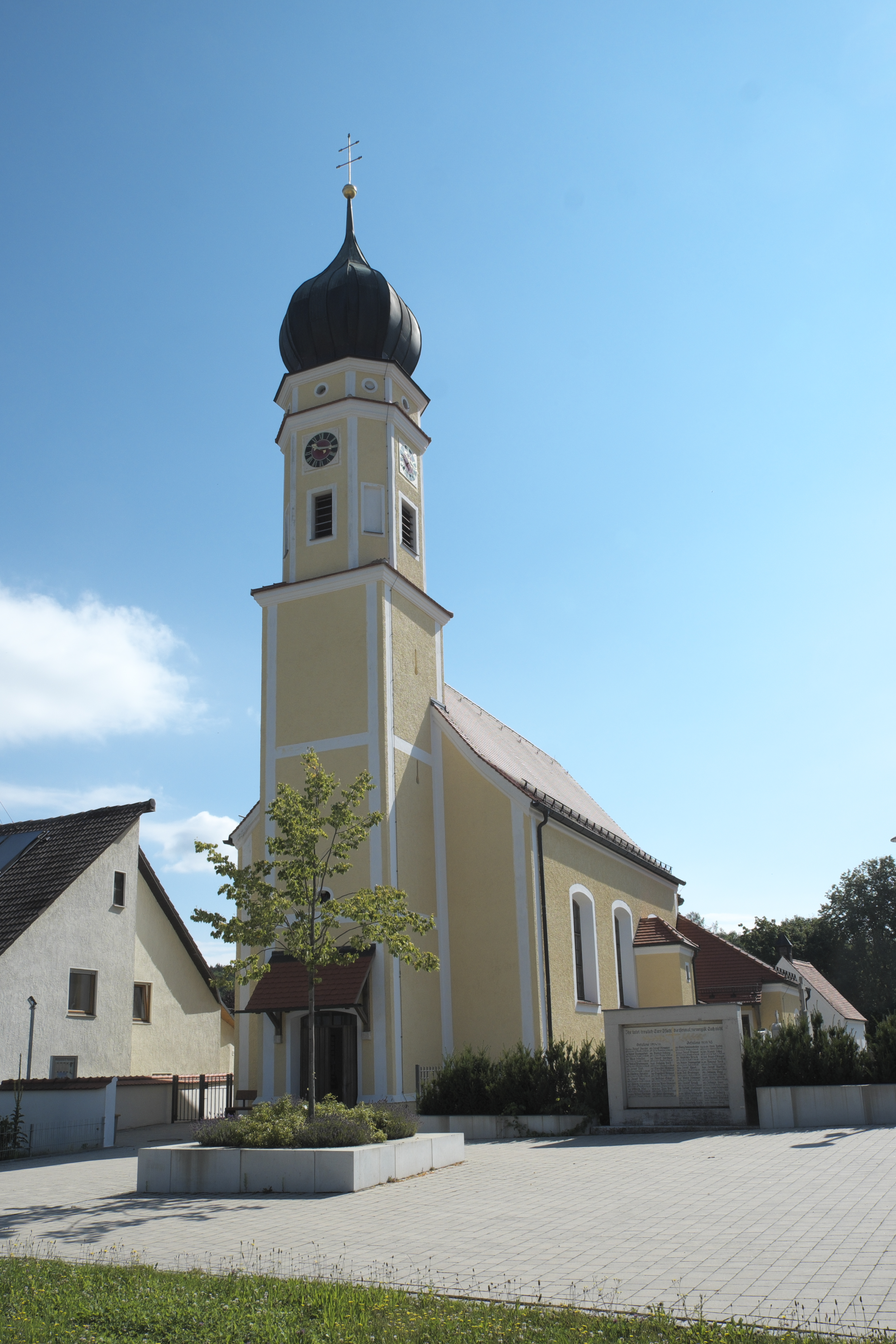
St. Pankratius in Unterhausen

Die römisch-katholische Pfarrkirche St. Pankratius steht in Unterhausen, einem Gemeindeteil von Oberhausen im oberbayerischen Landkreis Neuburg-Schrobenhausen. Sie ist in der Liste der Baudenkmäler in Oberhausen (bei Neuburg/Donau) unter der Nummer D-1-85-150-14 eingetragen. Die Kirche gehört zum Dekanat Neuburg-Schrobenhausen des Bistums Augsburg.

## Beschreibung
Die barocke Saalkirche wurde in der Zeit von 1775 bis 1782 nach einem Entwurf von Domenico Maria Salle erbaut. Sie besteht aus dem Langhaus, dem eingezogenen, halbrund geschlossenen Chor im Osten und dem Kirchturm auf quadratischem Grundriss vor der Fassade im Westen des Langhauses. Er wurde 1820 nach Johann Michael Voit zugeschriebenen Plänen errichtet. Sein achteckiges, mit einer Zwiebelhaube bedecktes Obergeschoss enthält die Turmuhr und den Glockenstuhl. 

## Orgel

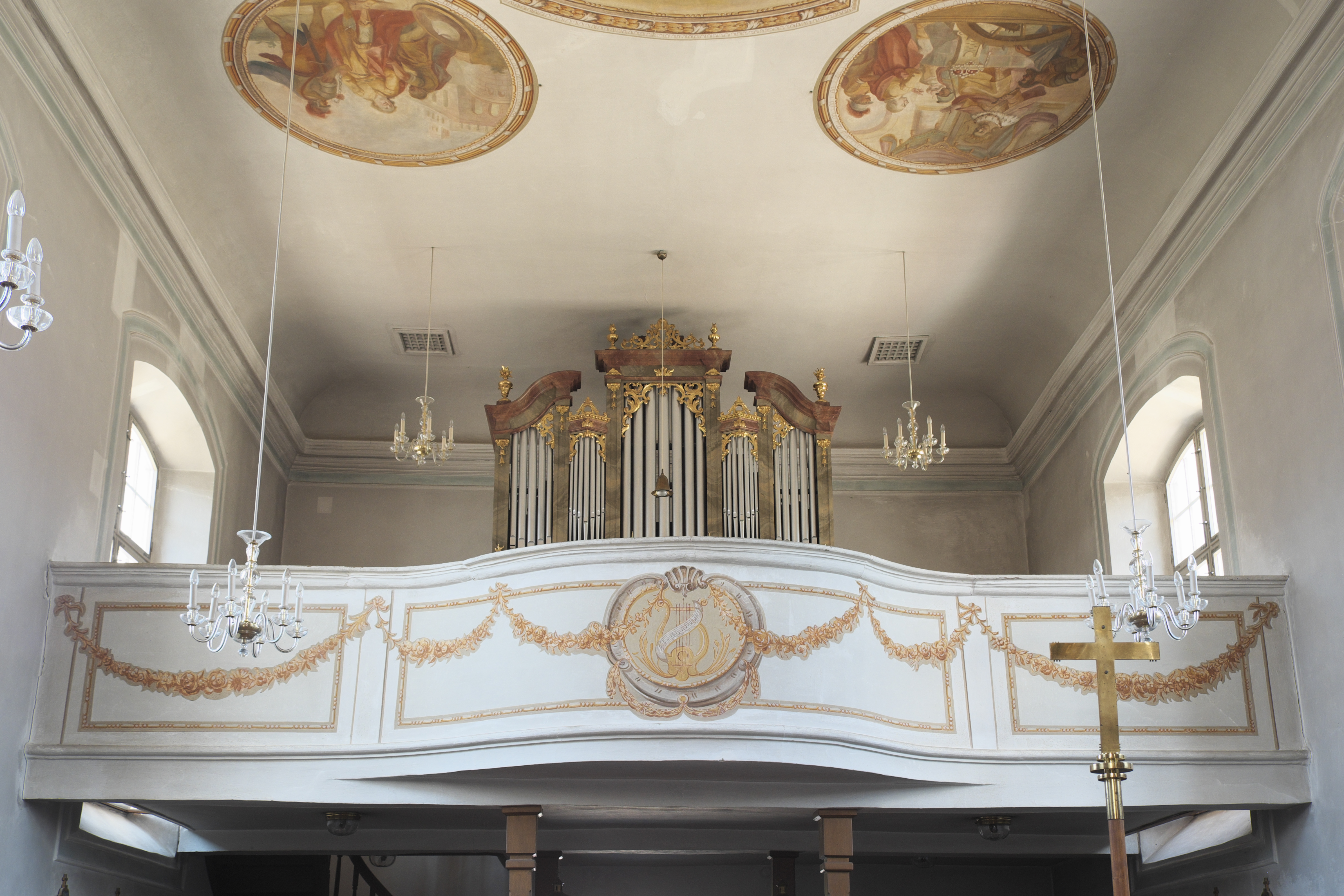
Orgel

Die von Franz Borgias Maerz 1901 gebaute Orgel mit sieben Registern, einem Manual und Pedal wurde 2020 von Orgelbau Schreier restauriert. Die Disposition des pneumatischen Taschenladen-Instruments lautet:
| Manual C–f3  |       |
| Principal    | 8′    |
| Gedackt      | 8′    |
| Salicional   | 8′    |
| Octav        | 4′    |
| Traversflöte | 4′    |
| Mixtur       | 2 ⁄3′ |

| Pedal C–d1 |     |
| Subbaß     | 16′ |

- Koppeln: M/P, Superoktavkoppel, Suboktavkoppel
- Spielhilfe: Tutti